# LSE (lenguaje)
El  LSE es un lenguaje de programación, desarrollado a principios de 1970 por un equipo de Supelec bajo la dirección de Yves Noyelle. Al igual que el BASIC es un lenguaje de programación para principiantes, pero con una sintaxis en lengua francesa.

## Historia
LSE es el resultado de una evolución de un lenguaje más antiguo, el LSD, también diseñado por Supelec.
Sus siglas originalmente tenían dos significados:
- Lenguaje Simbólico para la Enseñanza ,
- Lenguaje Sup-Elec,

a los que se unieron, entre otros:
- Lenguaje Sencillo de Enseñar
- Lenguaje Sin Esperanza.

El LSE tuvo gran difusión merced a una disposición del Ministerio de Educación Francés en las computadoras para las escuelas, hasta la llegada del PC y compatibles, para los que no se hizo ninguna versión. El lenguaje original se basaba en Procedimientos (a diferencia del BASIC).
El lenguaje fue revisado en 1983 por Jacques Arsac y finalmente integró la noción de "bucle explícito" esencial para una buena Programación Estructurada eliminando definitivamente el "GO TO" (ALLER), introduciendo al mismo tiempo la Gestión de excepciones del sistema
Esto no impidió que el LSE cayera en el olvido rápidamente, en cuanto fue abandonado por el gobierno francés. Sin embargo, hay una pequeña comunidad de usuarios que utilizan un lenguaje que ha sido propuesto por Luc Goulet (LSE2000) que obtiene gran parte de las propuestas de 1983 e incluyendo algunas mejoras. En particular, se añadió soporte de lenguaje para OOP y . Aspecto En wikibook se describe la propuesta LSE-2000.

## Aspectos políticos
De hecho, las ambiciones educativas anunciadas no eran sin segundas intenciones políticas de los motivos en lugar de Francia (y de la industria de la informática) en todo el mundo, como se muestra en el siguiente texto, presentado al Ministerio en 1982 por EPI (una asociación de profesores de informática).

## Ejemplos de programa

### Botellas de cerveza
```
 1*CHANSON DES 99 BOUTEILLES DE BIERE
  2*PASCAL BOURGUIGNON, <PJB@INFORMATIMAGO.COM>, 2003
 10 FAIRE 20 POUR N←99 PAS -1 JUSQUA 1
 20 &STROF(N)
 30  AFFICHER['IL EST TEMPS D’’ALLER AU MAGASIN.',/]
 40 TERMINER
100 PROCEDURE &STROF(N) LOCAL S1,S0;CHAINE S1,S0;S1←"S";S0←"S"
110 SI N=2 ALORS S0←"" SINON SI N=1 ALORS DEBUT S1←"";S0←"" FIN
120 AFFICHER[U,' BOUTEILLE',U,' DE BIERE SUR LE MUR.',/]N,S1
130 AFFICHER[U,' BOUTEILLE',U,' DE BIERE.',/]N,S1
140 AFFICHER['EN PRENDRE UNE, LA FAIRE PASSER.',/]
150 AFFICHER[U,' BOUTEILLE',U,' DE BIERE SUR LE MUR.',2/]N-1,S0
160 RETOUR
```

### Anagrama recurrente
Ejemplo del documento sobre Jacques Arsac LSE83:
```
 1 CHAINE A,B,BP
5 FAIRE
10 AFFICHER 'A = ' ;LIRE A ; SI A=’’ ALORS FINI IS
11 AFFICHER 'B = ' ;LIRE B ; BP ← B
12
15 R SI LGR(A) # LGR(B) ALORS .FAUX. SINON &ANAG(A,B) IS
20 SI R ALORS AFFICHER A, 'EST ANAGRAMME DE ',BP
21 SINON AFFICHER A, 'N’’EST PAS ANAGRAMME DE 1, BP
22 IS
25 BOUCLER
29
30 TERMINER
31
50 FONCTION &ANAG(U,V) LOCAL J {lgr(u)=lgr(v)}
51 SI U=' ' ALORS RESULTAT .VRAI. IS
52 SI J = 0 ALORS RESULTAT .FAUX. IS
54 RESULTAT &ANAG(SCH(U,2, ' '),MCH(V,J,l, ' '))
55 $&ANAG
99 $
```

### Ejemplo LSE2000
```
* Algunos estados
* Seguido de un bucle
BOOLEEN A←.VRAI.,B←.FAUX.
ENTIER U,W,X←200
NOMBRE PI←3.14159
CHAINE CHN
TABLEAU DE ENTIER TBL[3,3]
QUEUE DE CHAINE Q[8]
ENSEMBLE DE NOMBRE  NPREMIER←{1.0,2.0,3.0,7.0}

CHN←'Salut'
X ← SELON X ALORS 1,2,3,7,11 SINON 0
POUR U←0 JUSQUA 2 FAIRE
    POUR W←0 JUSQUA 2 FAIRE
        TBL[U,W]←X
    BOUCLER
BOUCLER
TERMINER
```